# Arvid Ringheim
Arvid Ringheim, född 2 april 1880 i Köpenhamn, död 11 december 1941, var en dansk skådespelare. Han var bror till skådespelaren Viking Ringheim och far till skådespelarna Gudrun och Lise Ringheim.
Ringheim scendebuterade i Esbjerg och medverkade vid flera landsortsteatrar innan han 1903 engagerades vid Frederiksberg Morskabsteater. Han gjorde sig bemärkt som kabaretskådespelare. Han filmdebuterade 1910 och var verksam som filmregissör, manusförfattare och filmskådespelare. Han medverkade i sex av Frans Lundbergs filmer

## Filmografi (urval)
- 1912 – Kärlekens offer
- 1912 – Komtessan Charlotte
- 1912 – Helvetesmaskinen eller Den Röda hanen
- 1912 – Dockan eller Glödande kärlek
- 1912 – Broder och syster
- 1911 – Spionen
- 1911 – Champagneruset
- 1910 – København ved Nat